# Le Tertre-Saint-Denis
Le Tertre-Saint-Denis is een gemeente in het Franse departement Yvelines (regio Île-de-France) en telt 107 inwoners (2009). De plaats maakt deel uit van het arrondissement Mantes-la-Jolie.

## Geografie
De oppervlakte van Le Tertre-Saint-Denis bedraagt 2,9 km², de bevolkingsdichtheid is dus 36,9 inwoners per km².
De onderstaande kaart toont de ligging van Le Tertre-Saint-Denis met de belangrijkste infrastructuur en aangrenzende gemeenten.

## Demografie
Onderstaande figuur toont het verloop van het inwonertal (bron: INSEE-tellingen).